# Волостновська сільська рада
Волостно́вська сільська рада (рос. Волостновский сельский совет) — муніципальне утворення у складі Кугарчинського району Башкортостану, Росія. Адміністративний центр — присілок Калдарово.

## Населення
Населення — 1012 осіб (2019, 1191 в 2010, 1348 в 2002).

## Склад
До складу поселення входять такі населені пункти:
| Населений пункт        | Населення, осіб (2002) | Населення, осіб (2010) |
| ---------------------- | ---------------------- | ---------------------- |
| Алімгулово, присілок   | 107                    | 103                    |
| Волостновка, село      | 491                    | 423                    |
| Кадирово, присілок     | 140                    | 127                    |
| Калдарово, присілок    | 373                    | 322                    |
| Новосапашево, присілок | 33                     | 37                     |
| Тюлябаєво, присілок    | 186                    | 176                    |
| Ядгарово, присілок     | 18                     | 3                      |